# Lernanthropus tylosuri
Lernanthropus tylosuri is een eenoogkreeftjessoort uit de familie van de Lernanthropidae. De wetenschappelijke naam van de soort is voor het eerst geldig gepubliceerd in 1906 door Richiardi.